# Ivan Banovac
Ivan Banovac (Spalato, 19 marzo 1990) è un pallanuotista croato, difensore del POŠK.
Cresce nello Jadran Spalato, con cui esordisce in prima squadra a soli 15 anni. Con il club esordisce anche nelle competizioni europee (Coppa LEN e LEN Champions League) e disputa nove stagioni. Gioca per la nazionale nel 2009, convocato dall'allora ct Ratko Rudić. A 24 anni, nel marzo 2014, passa alla Famila Muri Antichi, club catanese di Serie A2, con cui disputa gli ultimi due mesi del campionato cadetto. Nell'estate dello stesso anno viene ingaggiato dalla Roma Vis Nova, società neopromossa in Serie A1. A partire dal 2015 indossa la calottina dello Zara, mentre nel 2022 è ingaggiato dal POŠK.